# Jakob Wimpfeling
Jakob Wimpfeling (1450-1528) (Sélestat, 27 de Julho de 1450 — Sélestat, 17 de Novembro de 1528) foi humanista, teólogo, pedagogo, poeta, filólogo e historiógrafo francês. Foi discípulo de Ludwig Dringenberg (1410-1477), fundador da Biblioteca Humanista de Sélestat.

## Biografia
Em 1464, matriculou-se na Universidade de Friburgo (Alemanha), onde recebeu o diploma de bacharel em 1466, posteriormente, estudou na Universidade de Erfurt, seguindo depois para a Universidade de Heidelberg, onde ele recebeu seu diploma de "magister" em 1471. Em seguida, estudou Direito Canônico durante três anos e finalmente teologia.
Em 1483, era pregador na catedral de Speyer. Em 1498, Felipe, o Eleitor Palatino (1448-1508), o convidou para ocupar a cátedra de retórica e poesia na Universidade de Heidelberg. A partir de 1500, passou a viver em Estrasburgo, dedicando-se aos seus manuscritos, antes de retornar à sua cidade natal, em 1513.  Em Sélestat, um círculo de alunos e admiradores se formou em torno da sua pessoa. Infelizmente, disparidades de opinião a respeito do Luteranismo romperam esta sociedade literária.
Após a excomunhão de Martinho Lutero, tomou parte no grupo que tentou influenciar a Cúria para a retirada da expulsão. Isso fez com que desconfiassem de ter escrito uma composição literária cômica a respeito da Cúria, intitulada "Litancia pro Germania", que provavelmente teria sido escrita pelo humanista Hermann von dem Busche (1468-1534).
Em 1521, Wimpfeling se submeteu à Igreja Romana, de quem foi sempre um filho leal. Em 1524, ele acrescentou ao diálogo de Jerome Emser (1477-1527) com relação às críticas feitas à obra "Canonis missae defensio", numa carta aberta à Lutero e a Zwingli, onde ele exortava-os a examinarem as escrituras, cuidadosamente, de forma a descobrir, por eles mesmos, que os Cânones da Missa não continha nada em contrário às doutrinas e costumes da Igreja Primitiva. Wimpfeling, então, se retirou das discussões, tendo sido ridicularizado pelos Luteranos como um renegado e perseguidor de hereges.
Sua obra mais importante, Adolescentia (1500), teria sido um complemento à uma outra obra intitulada, Isidoneus germanicus (1496).  Nessa obra, ele estabelece os aspectos éticos de seus planos pedagógicos. Os problemas da Igreja surgiam por causa do mal treinamento dos jovens, consequentemente, os jovens precisavam ser instruídos para que tivessem boa formação moral.  E nessa obra, passa a discutir as vinte leis para formação dos jovens.
Wimpfeling tinha uma irmã chamada Magdalene Wimpfeling († 15 de Agosto de 1532), ficou viúva duas vezes, e quando morreu, foi sepultada ao lado dele.

## Obras
- Stylpho, 1480 (comédia, 1494)
- Vita sancti adelphi, por volta de 1500
- Germania, 1501
- Epitome rerum Germanicarum, 1505
- Vita Sancti Adelphi, 1506
- Gravamina, 1520, obra dedicada ao Imperador Maximiliano I (1459-1519)
- The Elegantiarum medulla (1493)
- Isidoneus germanicus (1496)
- Adolescentia (1500)
- Defensio Germania, 1502